# Табернас
Табернас (ісп. Tabernas) — муніципалітет в Іспанії, у складі автономної спільноти Андалусія, у провінції Альмерія. Населення — 3626 осіб (2010).
Муніципалітет розташований на відстані близько 390 км на південь від Мадрида, 24 км на північ від Альмерії.
На території муніципалітету розташовані такі населені пункти: (дані про населення за 2010 рік)
- Картеро: 48 осіб
- Еспеліс: 118 осіб
- Холуке: 19 осіб
- Лос-Нудос: 5 осіб
- Оро-Верде: 54 особи
- Паго-Агілар: 118 осіб
- Пуенте-де-Гуаяр: 57 осіб
- Табернас: 3064 особи
- Лос-Єсос: 18 осіб
- Ель-Марчалільйо: 116 осіб
- Вента-де-лос-Єсос: 9 осіб

## Демографія
Динаміка населення (INE ):

## Галерея зображень

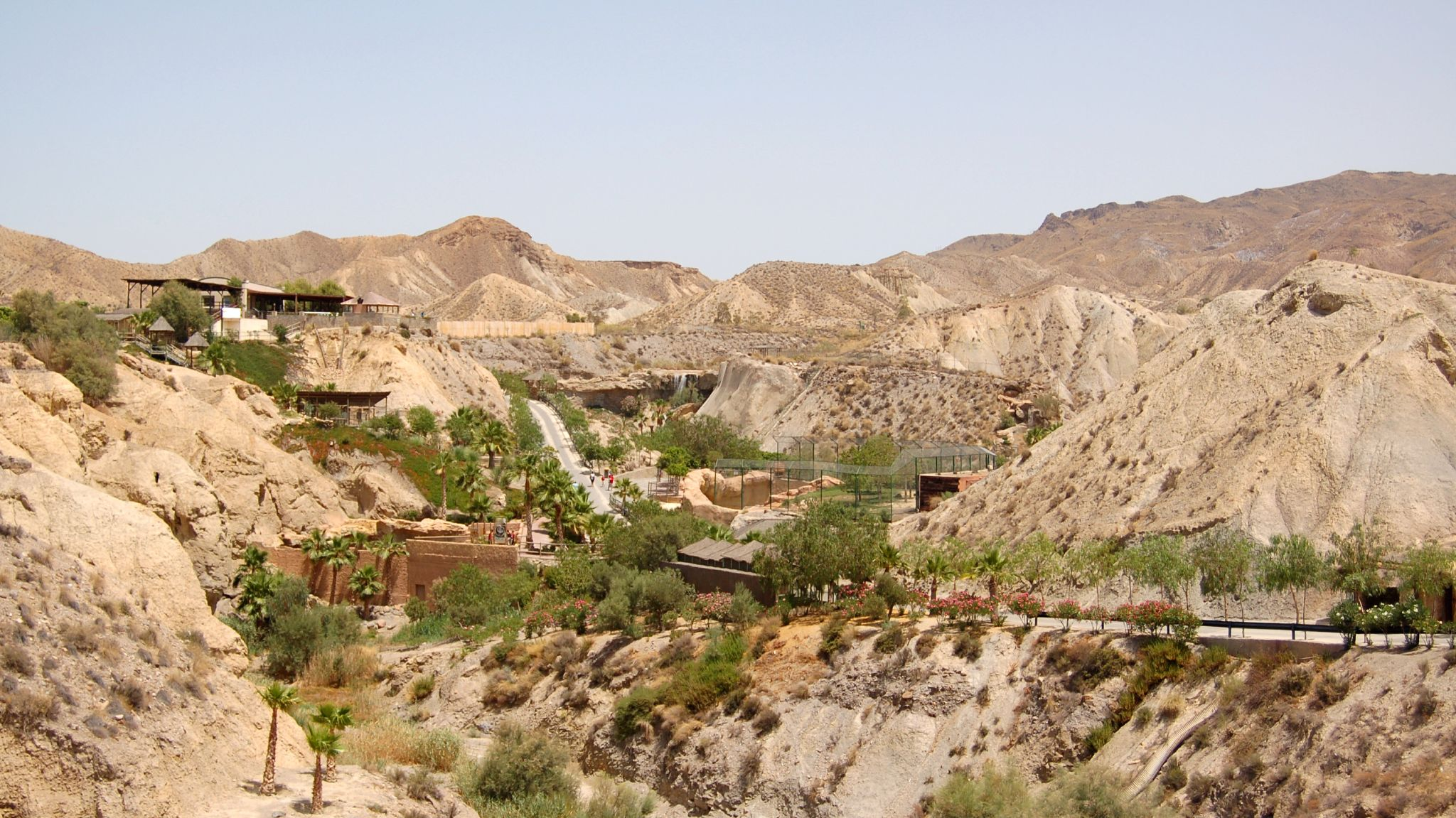
Пустеля Табернас - єдина в Західній Європі
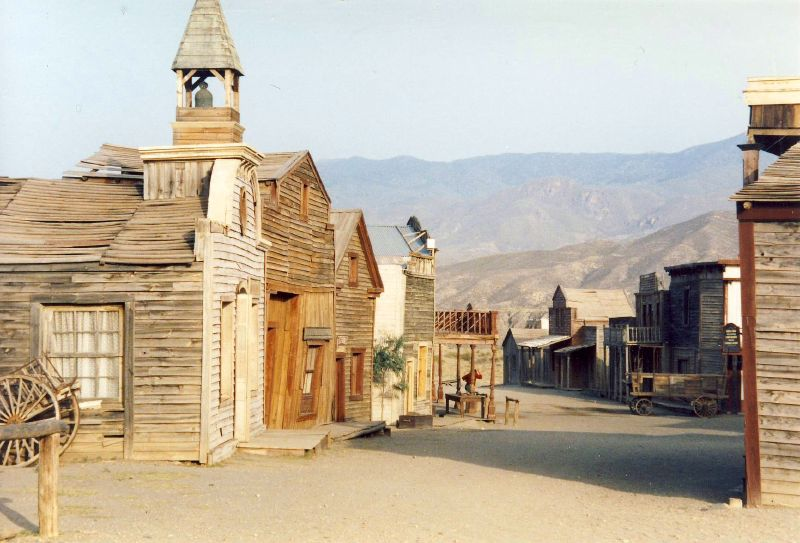
Міні-Голлівуд у Табернасі, місце зйомок фільмів у жанрі вестерн